# Gouhenans
Gouhenans és un municipi francès situat al departament de l'Alt Saona i a la regió de Borgonya - Franc Comtat. L'any 2007 tenia 444 habitants.

## Demografia

### Població
El 2007 la població de fet de Gouhenans era de 444 persones. Hi havia 181 famílies, de les quals 45 eren unipersonals (33 homes vivint sols i 12 dones vivint soles), 62 parelles sense fills, 62 parelles amb fills i 12 famílies monoparentals amb fills.
La població ha evolucionat segons el següent gràfic:
Habitants censats

### Habitatges
El 2007 hi havia 210 habitatges, 186 eren l'habitatge principal de la família, 18 eren segones residències i 6 estaven desocupats. 194 eren cases i 16 eren apartaments. Dels 186 habitatges principals, 151 estaven ocupats pels seus propietaris, 33 estaven llogats i ocupats pels llogaters i 2 estaven cedits a títol gratuït; 6 tenien dues cambres, 17 en tenien tres, 49 en tenien quatre i 115 en tenien cinc o més. 159 habitatges disposaven pel capbaix d'una plaça de pàrquing. A 77 habitatges hi havia un automòbil i a 83 n'hi havia dos o més.

### Piràmide de població
La piràmide de població per edats i sexe el 2009 era:
| Homes | Edats   | Dones |
| ----- | ------- | ----- |
| 0     | 95 o +  | 0     |
| 0     | 90 a 94 | 4     |
| 0     | 85 a 89 | 0     |
| 4     | 80 a 84 | 8     |
| 12    | 75 a 79 | 16    |
| 8     | 70 a 74 | 12    |
| 16    | 65 a 69 | 28    |
| 0     | 60 a 64 | 4     |
| 20    | 55 a 59 | 20    |
| 12    | 50 a 54 | 16    |
| 4     | 45 a 49 | 8     |
| 8     | 40 a 44 | 20    |
| 16    | 35 a 39 | 8     |
| 24    | 30 a 34 | 8     |
| 8     | 25 a 29 | 8     |
| 4     | 20 a 24 | 8     |
| 8     | 15 a 19 | 8     |
| 8     | 10 a 14 | 20    |
| 4     | 5 a 9   | 12    |
| 4     | 0 a 4   | 0     |

## Economia
El 2007 la població en edat de treballar era de 272 persones, 188 eren actives i 84 eren inactives. De les 188 persones actives 165 estaven ocupades (98 homes i 67 dones) i 22 estaven aturades (6 homes i 16 dones). De les 84 persones inactives 32 estaven jubilades, 15 estaven estudiant i 37 estaven classificades com a «altres inactius».

### Ingressos
El 2009 a Gouhenans hi havia 184 unitats fiscals que integraven 450 persones, la mediana anual d'ingressos fiscals per persona era de 16.243,5 €.

### Activitats econòmiques
Dels 12 establiments que hi havia el 2007, 2 eren d'empreses de fabricació d'altres productes industrials, 4 d'empreses de construcció, 1 d'una empresa de comerç i reparació d'automòbils, 2 d'empreses de transport, 1 d'una empresa immobiliària i 2 d'empreses de serveis.
Dels 5 establiments de servei als particulars que hi havia el 2009, 1 era una oficina de correu, 1 taller de reparació d'automòbils i de material agrícola, 1 guixaire pintor, 1 fusteria i 1 electricista.
L'any 2000 a Gouhenans hi havia 3 explotacions agrícoles.

## Equipaments sanitaris i escolars
El 2009 hi havia una escola elemental integrada dins d'un grup escolar amb les comunes properes formant una escola dispersa.

## Poblacions més properes
El següent diagrama mostra les poblacions més properes.